# 奥斯卡·巴纳克

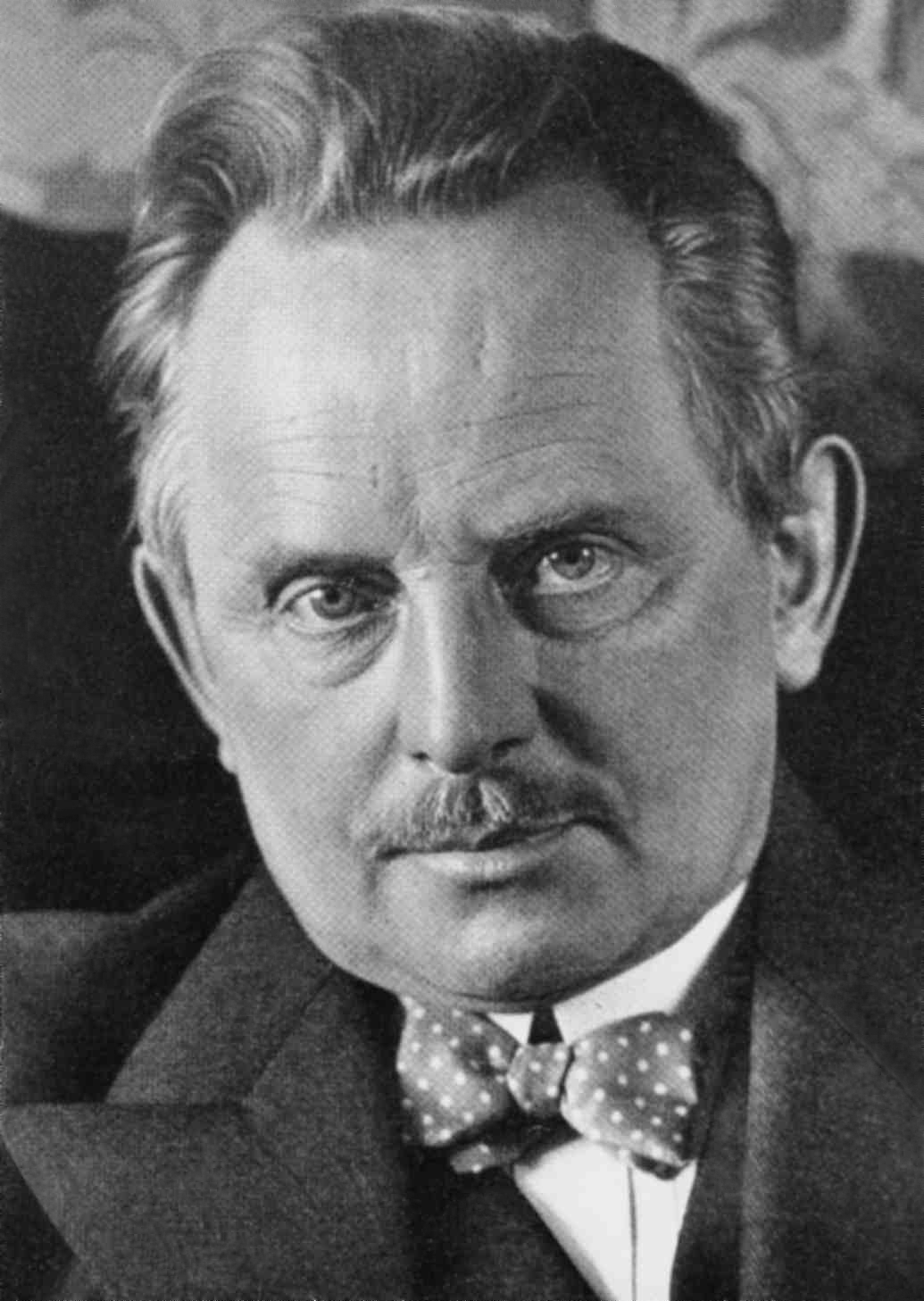
奥斯卡·巴纳克

奥斯卡·巴纳克（Oskar Barnack，1879年11月1日—1936年1月16日），德国照相机设计家。

## 生平
生于德国布兰登堡州里诺夫镇。1911年被恩斯特·莱兹光学工厂聘请担任照相机设计师。巴纳克在1912年研究利用35毫米电影胶卷设计小型照相机。1913年成功地造成一部24×36毫米的原型徕卡相机(Ur-Leica)—35毫米照相机的鼻祖。1925年莱卡相机I型正式在德国韦茨拉尔市（Wetzlar）的恩斯特·莱兹光学工厂出产。
巴尔纳克本人是最早的莱卡摄影家，1920年，韦茨拉尔市发生洪水灾难，他用原型莱卡相机拍摄了一系列韦茨拉尔洪灾的照片。
布兰登堡区里诺夫镇内有奥斯卡·巴纳克博物馆。韦茨拉尔市亦有一奥斯卡·巴尔纳克街以茲纪念。